# Vettore (personaggio)
Vettore (Vector) in cui il vero nome è Simon Utrecht, è il personaggio dei fumetti, creata da Bill Mantlo (testi) e Sal Buscema (disegni), pubblicata dalla Marvel Comics. È apparso la prima volta su The Incredible Hulk (II serie) n. 254.

## Biografia del personaggio
Vettore era uno scienziato che con la fidanzata, il fratello della fidanzata e un amico cercano di riprodurre l'esperimento dei fantastici 4 per ricevere i medesimi poteri. Qualcosa va storto e i loro poteri sono tutti come quelli de la Cosa, ovvero continui. Vettore ottenne il potere di interagire con gli oggetti, anche lontani, come se li toccasse, in maniera simile alla telecinesi.